# Людина флореська
Людина флореська (лат. Homo floresiensis) — можливо, карликовий викопний вид людей. Іменуються також «гобітами» за аналогією з істотами, вигаданими Дж. Р. Р. Толкіном. 

## Походження
Залишки Homo floresiensis виявлені в 2003 році в Індонезії (острів Флорес, печера Ліанг-Буа), де знайдені кілька скелетів, різного ступеня збереження, віком приблизно в 17-95 тисяч років. Проте за даними 2016 року, залишки можуть бути віком до 100 тис. років, і зникла людина флореська з печери Ліанг-Буа 50 тис. років тому, що збігається з часом появи на острові сучасної людини. Це дає підставу припустити, що саме через діяльність людини сучасної зникли H. floresiensis. За сучасними поглядами, людина флореська вимерла 12 тис. років тому через виверження вулкана. Свідченням тому служить вулканічний попіл, виявлений на глибині приблизно цього періоду, після якого вже не зустрічаються залишки цього гомініда.

## Зовнішній вигляд
Попри невисокий зріст і малий об'єм мозку (близько 400 куб.см — втричі менше обсягу мозку сучасної людини, що відповідає обсягу мозку, наприклад, австралопітека афарського), Homo floresiensis були здатні навіть до обробки кам'яних знарядь. У 2023 році італійським науковцям вдалося відтворити її обличчя. Щоб створити якомога точне зображення, відомий реконструктор облич стародавніх людей Сісеро Мораіс використав реальний череп пралюдини. «Звичайно ж ці люди відрізнялися від сучасної людини. Прізвисько «гобіт» їм дуже добре підходить, адже вони мали зріст приблизно 1 метр. Ми вважаємо, що вони мали менш випнутий ніс, а область рота була трохи ширшою, ніж у сучасних людей. Мозок у Homo floresiensis також був меншим, ніж у нас», — пояснив Мораіс. На початку роботи вчені зробили комп’ютерну томографію черепа стародавньої людини. Після цього науковці провели тривале дослідження структури черепа Homo floresiensis і використали окремі особливості облич людей і морд шимпанзе для перенесення їх на реконструкцію обличчя нашого прародича. «Ми вважаємо, що ця людина могла виглядати саме так, як ми її показали. Це була дуже складна робота, але ми задоволені результатом. Звісно, є деякі елементи на обличчі стародавньої людини, які нагадують як сучасних людей, так і наших еволюційних предків», — підсумував Мораіс.

## Спірні питання
Через малі розміри мозку знайдених залишків у вчених відразу ж виникло запитання, як же людина з такими розмірами мозку могла виготовляти складні знаряддя праці?
За однією з первинних версій, яку розвинув палеонтолог Роберт Д. Мартін, це не окремий вид людини, а сучасна людина (Homo sapiens) з мікроцефалією. На це вказували малі розміри мозку, подвійний корінь різців та іклів і зрізане підборіддя. Підозрювалося також (Obendorf, 2008), що у них міг бути мікседематозний кретинізм (наслідок важкого йододефіциту у матері при виношуванні дитини). Вчені відзначають, що характерними ознаками даного захворювання є важка олігофренія, уповільнення фізичного розвитку, короткі кінцівки, велика голова з широким сплющеним носом, а зріст при цьому становив не більше одного метра.
Прихильники гіпотези окремого виду стверджують, що «гобіт» був підвидом людини прямоходячої і потерпав від зменшення розмірів внаслідок тривалої ізоляції на острові. Нове дослідження останків «гобіта», зроблене австралійськими вченими, дозволило зробити висновок, що «гобіти» справді належать до нащадків Homo erectus. При дослідженні ендокрану єдиного знайденого черепа (примірника LB1) відзначена розвинена префронтальна область лобових часток головного мозку, що не характерно для мікроцефалії й говорить, навпаки, про відносно розвинені когнітивні функції.

### Щодо спорідненості зHomo erectus
У 2014 році в розкопці Мату-Менге, в 74 км від печери Ліанг-Буа, було знайдено частину нижньої щелепи дорослого індивіда і ще шість зубів. Порівняння цих решток з кістками із Ліанг-Буа і з аналогічним матеріалом по різних представниках прадавніх гомінідів вказує на спорідненість «гобітів» з Homo erectus.
Тепер проступають деякі штрихи історії людей з острова Флорес. Якісь ранні азійські еректуси заселили острів не пізніше 800—700 тис. років тому, а швидше — навіть раніше (приблизно 1 млн років тому). Інші острови Індонезії, зокрема Яву, еректуси заселили ще трохи раніше — 1,2 млн років тому.
Технологія виготовлення кам'яних знарядь у першопоселенців острова Флорес спочатку була досить досконала, про що свідчать найдавніші — віком 1 млн років — ашельські кам'яні знаряддя острова Флорес. Але згодом, у міру пристосування до умов острова, простіших і безпечніших у порівнянні з материком, люди втратили частину технологічних навичок. Вони швидко стали низькорослими, зберігши при цьому характерну випнуту верхню щелепу (прогнатизм діагностували за формою різців), конфігурацію нижньої щелепи та зубів.

## Ресурси Інтернету
- Находка на острове Флорес (Из апрельского номера (2005) National Geographic-Россия) [Архівовано 16 липня 2019 у Wayback Machine.]
- Homo floresiensis [Архівовано 21 серпня 2011 у WebCite]
- 'Hobbit' stirs scientific clash [Архівовано 22 вересня 2007 у Wayback Machine.]
- 'Hobbit' wrists 'were primitive' [Архівовано 15 червня 2012 у Wayback Machine.]
- Статья «Хоббиты» с острова Цветов" в журнале «Наука и жизнь» [Архівовано 14 серпня 2014 у Wayback Machine.]
- Соколов А. «Homo floresiensis: 3:2 в пользу микроцефалии…» [Архівовано 23 жовтня 2012 у WebCite]
- «Хоббиты» Сулавеси? [Архівовано 29 вересня 2017 у Wayback Machine.]
- Предки «хоббитов»: люди из Мата Менге [Архівовано 29 вересня 2017 у Wayback Machine.]